# 김근석
김근석(金瑾錫, 1960년 6월 18일 ~ )는 전 KBO 리그 삼성 라이온즈의 선수이다.
한편, 입단 첫 해인 1983년부터 2년 동안 주전 3루수로 활동했지만 1985년 시즌 초 뜻하지 않은 허리 부상 탓인지 2군에 있는 시간이 많아졌고 1986년 전기 종반 롯데 이적설이 있었으나  군대 문제 때문에 무산됐으며 이 해 말 청보로 이적했다.
하지만, 이적 첫 해인 1987년 시즌 초 잘 나갔으나 4월 19일 잠실 MBC전에서 호수비 후 허리를 다쳐 이 해 80경기 타율 0.201에 그쳤으며 급기야 1988년 6월 5일 인천 빙그레전에서  2루 베이스를 커버하다가 이중화와 충돌하여  당한 무릎부상이 악화되어 1989년에는 단 한 차례도 뛰지 못했고  이 해를 끝으로 은퇴했는데 1988년 4월 29일 인천 MBC전에서 유격수로 출발하여 2루수(4회초) 1루수(연장 10회초)를 거치며  3개 포지션을 맡아 눈길을 끌었다.

## 출신학교
- 경운중학교
- 경북고등학교
- 고려대학교